# Bougainvillia inaequalis
Bougainvillia inaequalis is een hydroïdpoliep uit de familie Bougainvilliidae. De poliep komt uit het geslacht Bougainvillia. Bougainvillia inaequalis werd in 1944 voor het eerst wetenschappelijk beschreven door Fraser. 